# Rhingia siwalikensis
Rhingia siwalikensis är en tvåvingeart som beskrevs av Nayar 1968. Rhingia siwalikensis ingår i släktet näbblomflugor, och familjen blomflugor. Inga underarter finns listade i Catalogue of Life.